# Salcia, Buzău
Salcia este un sat în comuna Tisău din județul Buzău, Muntenia, România. Se află în depresiunea Nișcov, în vestul județului, în Subcarpații de Curbură.

## Istoric
Localitatea a făcut parte din acea parte a județului Saac care la desființarea sa în anul 1845 a trecut la Buzău.